# Ducati Monster 900
Ducati Monster 900 – włoski motocykl typu naked bike produkowany przez Ducati w latach 1993-2002. Jest to najdłużej produkowana odmiana Monstera.

## Dane techniczne/Osiągi
Silnik: L2
Pojemność silnika: 904 cm³
Moc maksymalna: 78 KM/8250 obr./min
Maksymalny moment obrotowy: 73 Nm/6750 obr./min
Prędkość maksymalna: brak danych
Przyspieszenie 0-100 km/h: 4,2 s